# مارسیلینیو کاریوکا
مارسیلینیو کاریوکا (به پرتغالی: Marcelo Pereira Surcin) هافبک اهل برزیل است که در شهر ریودو ژانیرو و در تاریخ ۱ فوریهٔ ۱۹۷۱ به دنیا آمده‌است.
مارسیلینیو کاریوکا در تیم‌های فوتبال فلامینگو ،کورینتیانس،والنسیا،کورینتیانس، سانتوس و گامبا اوساکا سابقهٔ حضور دارد. این بازیکن همچنین در سال، 1998 – 2001 برای، تیم ملی فوتبال برزیل به میدان رفته‌است 